# Aderounmu Adejumoke
Aderounmu Adejumoke (Abeokuta, Ogun, 26 de marzo de 1984-7 de abril de 2024) fue una actriz nigeriana.

## Biografía
Adejumoke nació en el Hospital del Sagrado Corazón en Abeokuta, Ogun, la segunda de tres hermanos. 
Aderounmu asistió a las escuelas privadas de San Bernadet y a la escuela secundaria para niñas de Abeokuta, Onikolobo Abeokuta, sus estudios terciaros fueron de Relaciones Internacionales en la Universidad Obafemi Awolowo. También asistió a la CinéFabrique (Escuela Nacional Superior de Cine) de Lyon, Francia. Obtuvo la beca de la Fundación Ford de Estados Unidos, en el Festival Internacional de Cine Africano al completar una capacitación en realización de películas DSLR para jóvenes cineastas nigerianos en 2016.
Trabajó en Concert Radio (una estación de radio en línea en Nigeria) desde 2012 hasta 2015 y en el programa de televisión titulado: The Lounge with Jumoke, un programa de entretenimiento que presentaba entrevistas a celebridades y opiniones de moda en 2012.
Fue conocida por interpretar papeles como Esther y Kelechi en las populares series de televisión de Nollywood  Jenifa's Diary e Industreet. Participó del thriller psicológico: La Mujer Anjola dirigida por Mildred Okwo; y de la película Espejismo deslumbrante, producida y dirigida por Tunde Kelani.
Obtuvo los galardones Premio MayaAfrica y Premio Scream.
Adejumoke falleció 7 de abril de 2024 a los 40 años, en Nigeria.

## Filmografía
- 2008, Los no escritos 1 y 2 (The Unwritten 1&2)
- 2008, Arugba
- 2012, The Lounge with Jumoke programa de televisión.
- 2013, Alas de mis sueños (Wings of My Dreams)
- 2013, Alakada 2
- 2014, Espejismo deslumbrante (Dazzling Mirage), como Yejide
- 2015, El Ex
- 2016, El diario de Jenifa (Jenifa's Diary)
- 2017, Industreet
- 2021, Ido
- 2021, La Mujer Anjola (La Femme Anjola)

## Premios
- 2015, nominada al Premio lo Mejor de Nollywood, revelación.
- 2016, Nominada a Mejor Actriz en el Festival Internacional de Cine Africano, Dallas, Texas.
- 2016, Ganadora del Premio MayaAfrica.
- 2017, Ganadora ded Premio Scream